# Vizzolo Predabissi
Vizzolo Predabissi est une commune italienne de la ville métropolitaine de Milan, dans la région de la Lombardie.

## Administration
| Période                                  | Période | Identité | Étiquette | Qualité |
| ---------------------------------------- | ------- | -------- | --------- | ------- |
|                                          |         |          |           |         |
| Les données manquantes sont à compléter. |         |          |           |         |

### Communes limitrophes
Colturano, Dresano, Casalmaiocco, Melegnano, Cerro al Lambro, Sordio, San Zenone al Lambro

## Personnalité liée à la commune
- Francesco Acerbi
- Mario Cassano
- Claudia Gobbato (1987-), femme politique
- Jacopo Guarnieri
- Alessandro Morelli
- Michele Morrone